# Arctia albisignata
Arctia albisignata là một loài bướm đêm thuộc phân họ Arctiinae, họ Erebidae.